# Izna
Izna (hangul: 이즈나; rr: Ijeuna; MR: Ijŭna; estilizado em letras minúsculas) é um girl group sul-coreano gerenciado pela WakeOne, produzido por Teddy Park e formado através de reality show I-Land 2: N/a. O grupo consiste em sete membros: Mai, Jeemin, Jiyoon, Koko, Sarang, Jungeun, e Saebi. E elas estrearam oficialmente no dia 25 de novembro de 2024 com o extended play (EP) N/a.

## Nome
O nome do grupo, Izna, foi criado levando em conta o subtítulo do reality, N/a, combinando o "N", que possui diversidade imprevisível, e o "a", que possui possibilidades infinitas. Por fim, o nome significa "a qualquer hora, em qualquer lugar, qualquer coisa".

## História

### Pré-estreia: Antecedentes e formação através do I-Land 2
O Izna foi formado através do I-Land 2: N/a, reality show músical criado pelo canal de televisão por assinatura Mnet em colaboração com as gravadoras WakeOne e The Black Label. O programa foi transmitido de 18 de abril de 2024 até 4 de julho do mesmo ano, E foi a segunda temporada do I-Land, reality que formou o grupo Enhypen em 2020.
A atração começou com 24 concorrentes e, após diversas apresentações e eliminações que foram transmitidas no decorrer de 11 episódios, 10 participantes chegaram a grande final. No episódio final, as cinco trainees com mais pontos automaticamente entraram no grupo, sendo elas: Jungeun, Jeemin, Jiyoon, Koko e Sarang. A sexta integrante foi a Mai, por decisão do jurados do programa. Originalmente, o grupo deveria ser composto por seis membros, mas os jurados abriram uma exceção e incluiram Saebi na formação final.
Antes de aparecerem no programa, algumas integrantes já haviam aparecido na indústria do entretenimento. Jeemin foi uma atriz mirim no k-drama Remember, da SBS, onde interpretou a irmã mais nova de Park Min-young. E ela também participou de outro reality show de sobrevivência, O R U Next, transmitido pela JTBC, que formou o grupo Illit. Choi Jungeun participou do programa de sobrevivência CAP-TEEN, sendo eliminada no primeiro episódio. E Ryu Sarang foi dançarina infantil do grupo de k-pop H.O.T..

### 2024-Presente: Estreia com "N/a"
Em 3 de novembro de 2024, foi informado pela WakeOne que o grupo estaria estreando no dia 25 do mesmo mês. E, posteriormente, o grupo fez sua estreia com o lançamento do extended play (EP) N/a, juntamente com o lead single "izna".

## Integrantes
- Mai (hangul: 마이; kanji: まい;), nascida Tomioka Mai (kanji: 冨岡茉衣) em 28 de outubro de 2004 (20 anos) em Gotō, Nagasaki, Japão.[3][7]
- Jeemin, nascida Bang Jeemin (hangul: 방지민) em 8 de maio de 2005 (19 anos) em Busan, Coreia do Sul.[3][7]
- Jiyoon, nascida Yoon Jiyoon (hangul: 윤지윤) em 14 de julho de 2005 (19 anos) em Busan, Coreia do Sul.[3][7]
- Koko (hangul: 코코; kanji: ここ;), nascida Narai Koko (kanji: 奈良井ココ) em 14 de novembro de 2006 (18 anos) em Iyo, Ehime, Japão.[3][7]
- Sarang, nascida Ryu Sarang (hangul: 유사랑) em 18 de abril de 2007 (17 anos) em Busan, Coreia do Sul.[3][7]
- Jungeun, nascida Choi Jungeun (hangul: 최정은) em 4 de agosto de 2007 (17 anos) em Incheon, Coreia do Sul.[3][7]
- Saebi, nascida Jeong Saebi (hangul: 정세비) em 22 de janeiro de 2008 (17 anos) em Seul, Coreia do Sul.[3][7]

## Discografia

### Extended plays
| Título | Detalhes | Maior posição nos charts | Maior posição nos charts | Vendas                 |
| Título | Detalhes | KOR                      | JPN                      | Vendas                 |
| ------ | --- | ------------------------ | ------------------------ | ---------------------- |
| N/a    | - Lançamento: 25 de novembro de 2024 - Gravadora(s): WakeOne - Formato(s): CD, download digital, streaming Track listing 1. "Izna" 2. "Timebomb" 3. "IWALY (Izna version)" 4. "Drip" 5. "Fake it | 3                        | 17                       | - : 265 849 - : 13 860 |

### Singles
| Título | Ano  | Maior posição nos charts | Álbum |
| Título | Ano  | KOR DL                   | Álbum |
| ------ | ---- | ------------------------ | ----- |
| Izna   | 2024 | 19                       | N/a   |

### Outras músicas nos charts
| Título   | Ano  | Maior posição nos charts | Álbum |
| Título   | Ano  | KOR DL                   | Álbum |
| -------- | ---- | ------------------------ | ----- |
| Timebomb | 2024 | 45                       | N/a   |
| Fake It  | 2024 | 46                       | N/a   |
| Iwaly    | 2024 | 48                       | N/a   |
| Drip     | 2024 | 49                       | N/a   |

## Videografia
| Título | Ano  | Diretor | Ref.  |
| ------ | ---- | ------- | ----- |
| Izna   | 2024 | —       | [ 5 ] |

## Filmografia

### Reality shows
| Ano  | Título        | Nota                                                             | Ref.  |
| ---- | ------------- | ---------------------------------------------------------------- | ----- |
| 2024 | I-Land 2: N/a | Reality show de competição que determinou as integrantes do Izna | [ 4 ] |